# 韦斯特莫尔
韦斯特莫尔是德国石勒苏益格－荷尔斯泰因州的一个市镇。总面积9.44平方公里，总人口390人，其中男性190人，女性200人（2011年12月31日），人口密度41人/平方公里。